# Gabinete Secreto (Nápoles)

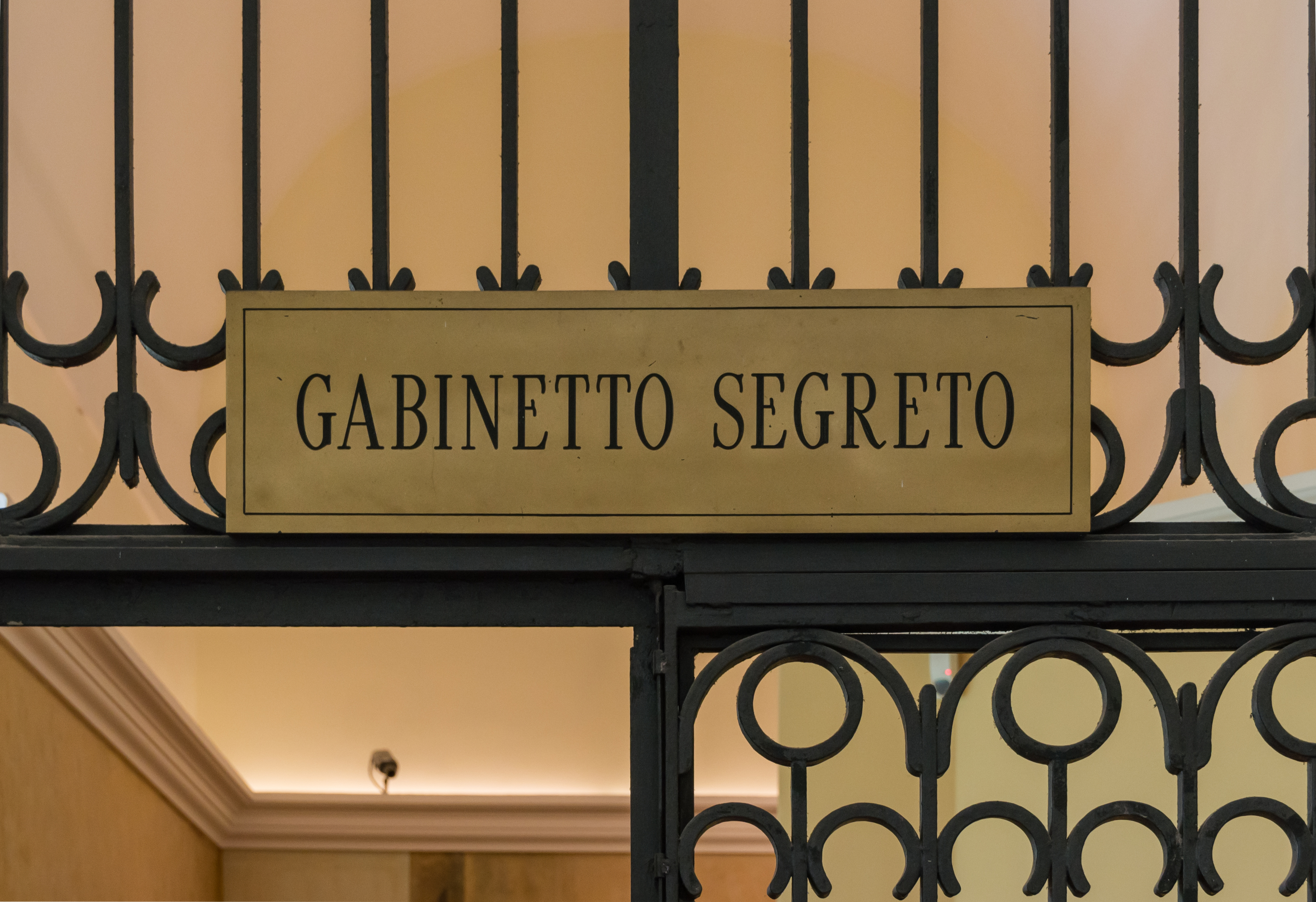
Entrada para o Gabinetto Segreto

O Gabinete Secreto (em italiano: Gabinetto Segreto) ou Museu Secreto em Nápoles se refere à coleção romana do século I de arte erótica encontrada em Pompeia e Herculano, agora realizada em galerias separadas no Museu Arqueológico Nacional de Nápoles, o antigo Museo Borbonico. O termo "gabinete" é usado em referência ao "gabinete de curiosidades" – ou seja, qualquer coleção bem preservada de objetos para adimirar e estudar.

## História
Reaberto, fechado, reaberto novamente e depois fechado novamente por quase 100 anos, a sala secreta foi brevemente acessível novamente no final da década de 1960, antes de ser finalmente reaberta em 2000. Desde 2005, a coleção tem estado mantida em uma sala separada no Museu Arqueológico Nacional de Nápoles.

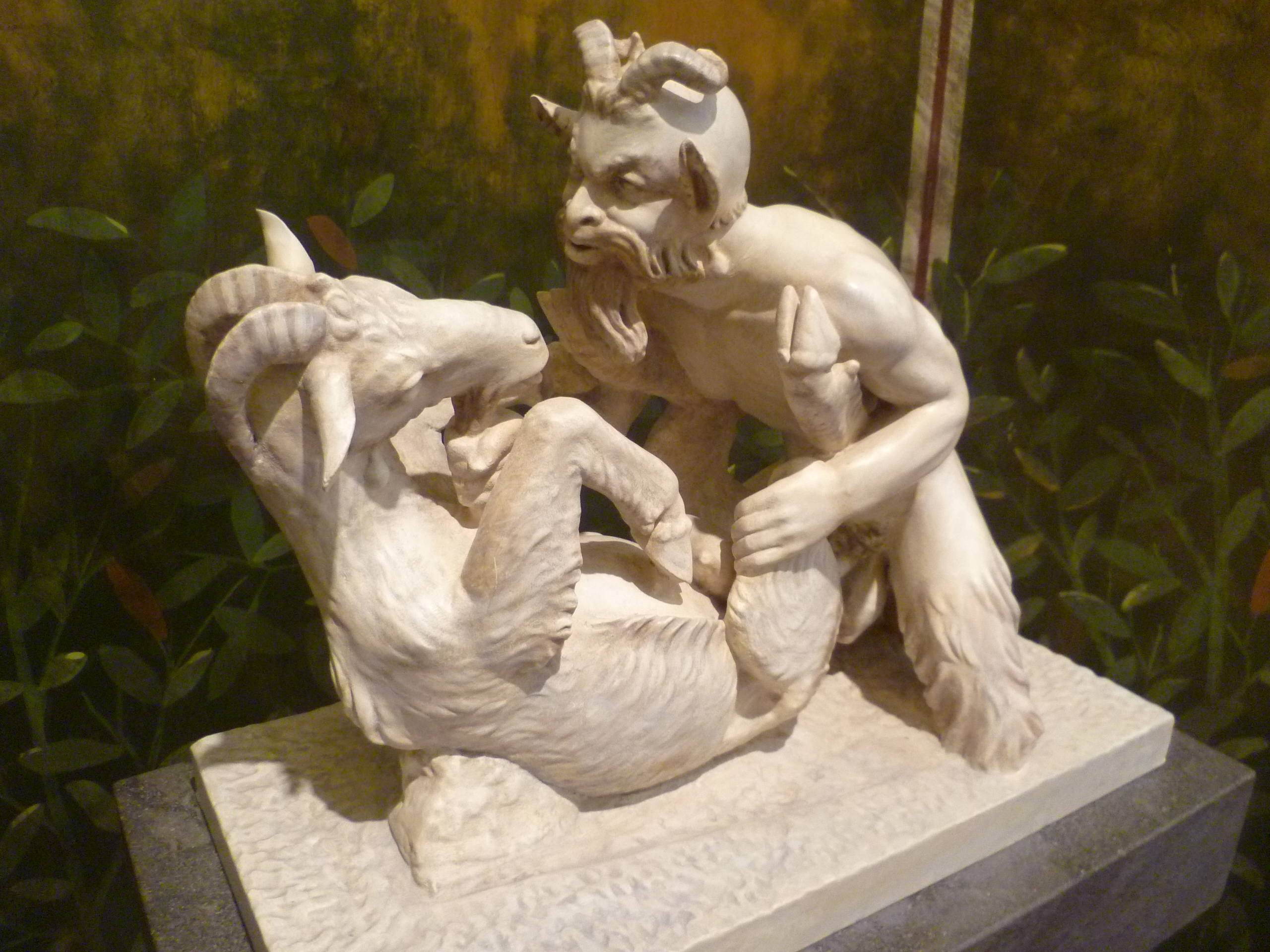
'Pã copulando com uma cabra' – um dos mais famosos objetos na coleção do Museu de Nápoles

Embora a escavação de Pompeia tenha sido inicialmente um projeto do Iluminismo, uma vez que os artefatos foram classificados através de um novo método de taxonomia, aqueles considerados obscenos e inadequados para o público em geral foram denominados pornografia e em 1821 foram trancados em um Museu Secreto. A porta foi emparedada em 1849. Em toda a antiga Pompeia e Herculano, foram encontrados afrescos eróticos, representações do deus Priapo, símbolos e inscrições sexualmente explícitas e utensílios domésticos, como lâmpadas de óleo fálicas. A antiga compreensão romana da sexualidade via o material explícito de forma muito diferente da maioria das culturas atuais. As ideias sobre obscenidade se desenvolveram do século XVIII até os dias atuais em um conceito moderno de pornografia.
Em Pompeia, armários de metal trancados eram construídos sobre afrescos eróticos, que podiam ser exibidos, por uma taxa adicional, para cavalheiros, mas não para damas. Este peep show ainda estava em operação em Pompeia na década de 1960. O gabinete só era acessível para "pessoas de idade madura e moral respeitada", o que na prática significava apenas homens instruídos.
O catálogo do museu secreto também era uma forma de censura, pois gravuras e textos descritivos minimizavam o conteúdo da sala.

## Galeria

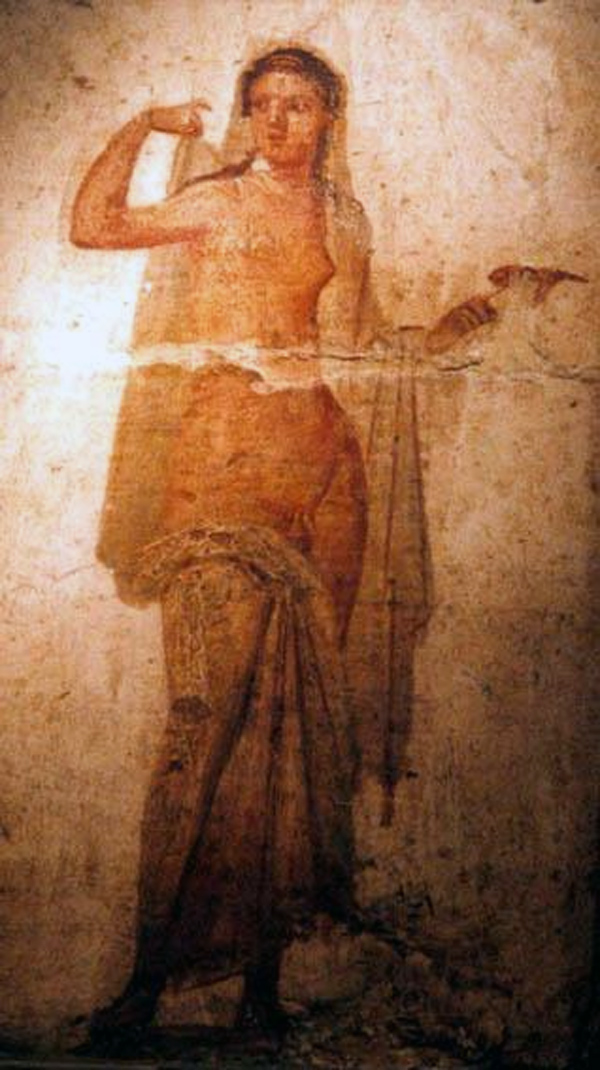
Hermafrodito. Pintura mural de Herculano. 1 E.C. – 50 E.C.
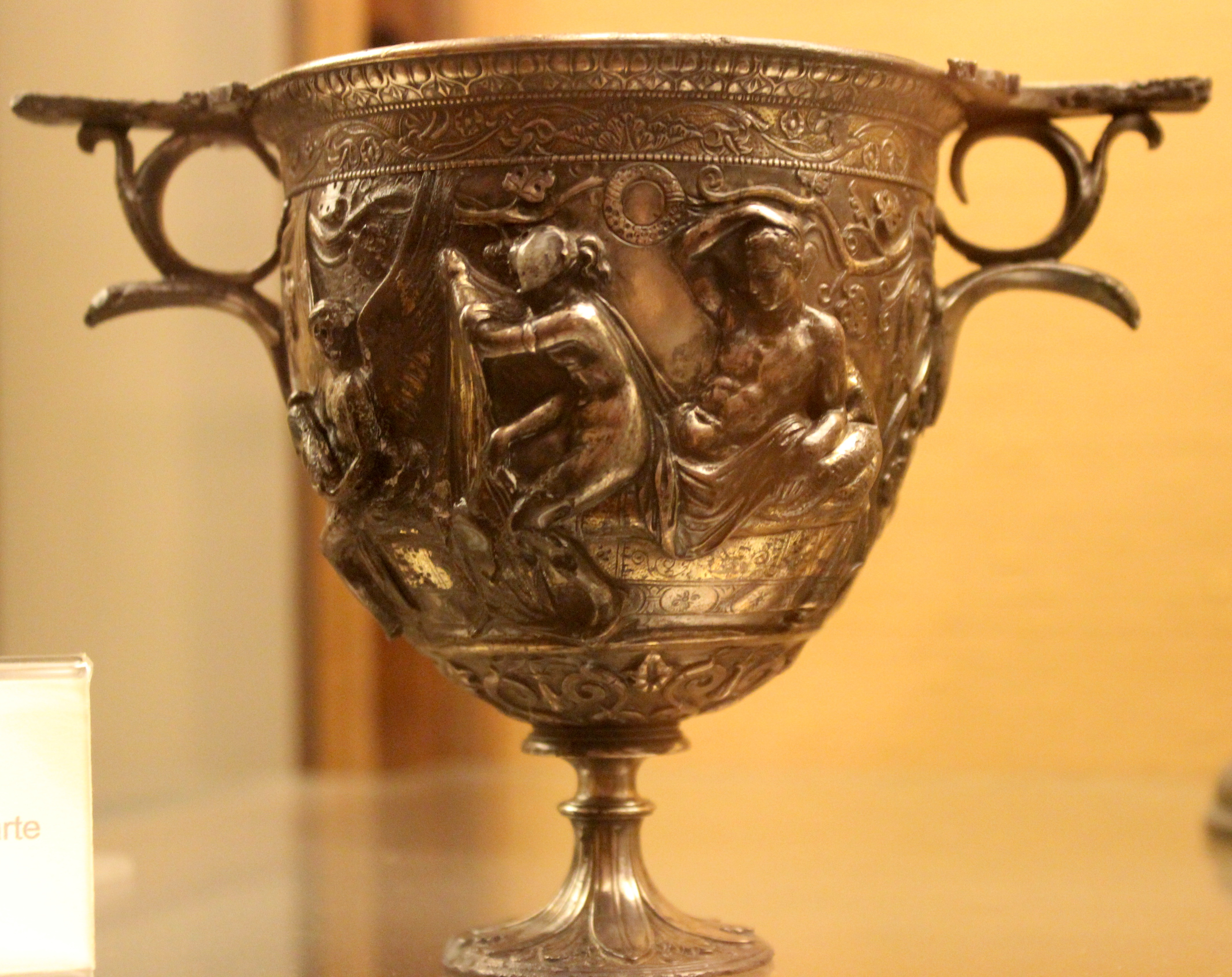
Copo de prata da casa de Menandro com Marte e Vênus
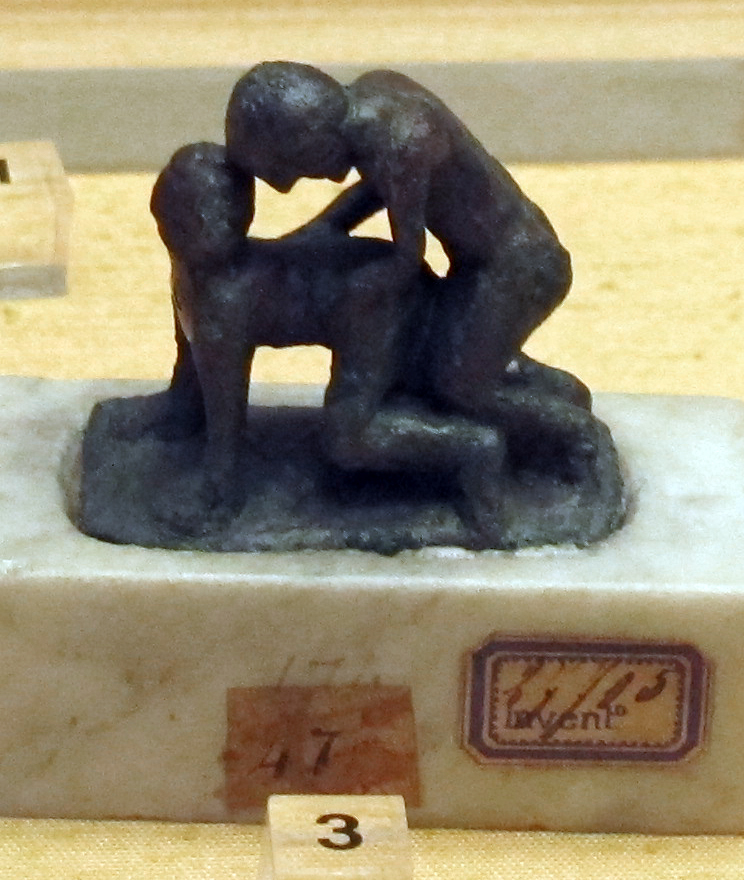
Escultura retratando sexo na posição de quatro
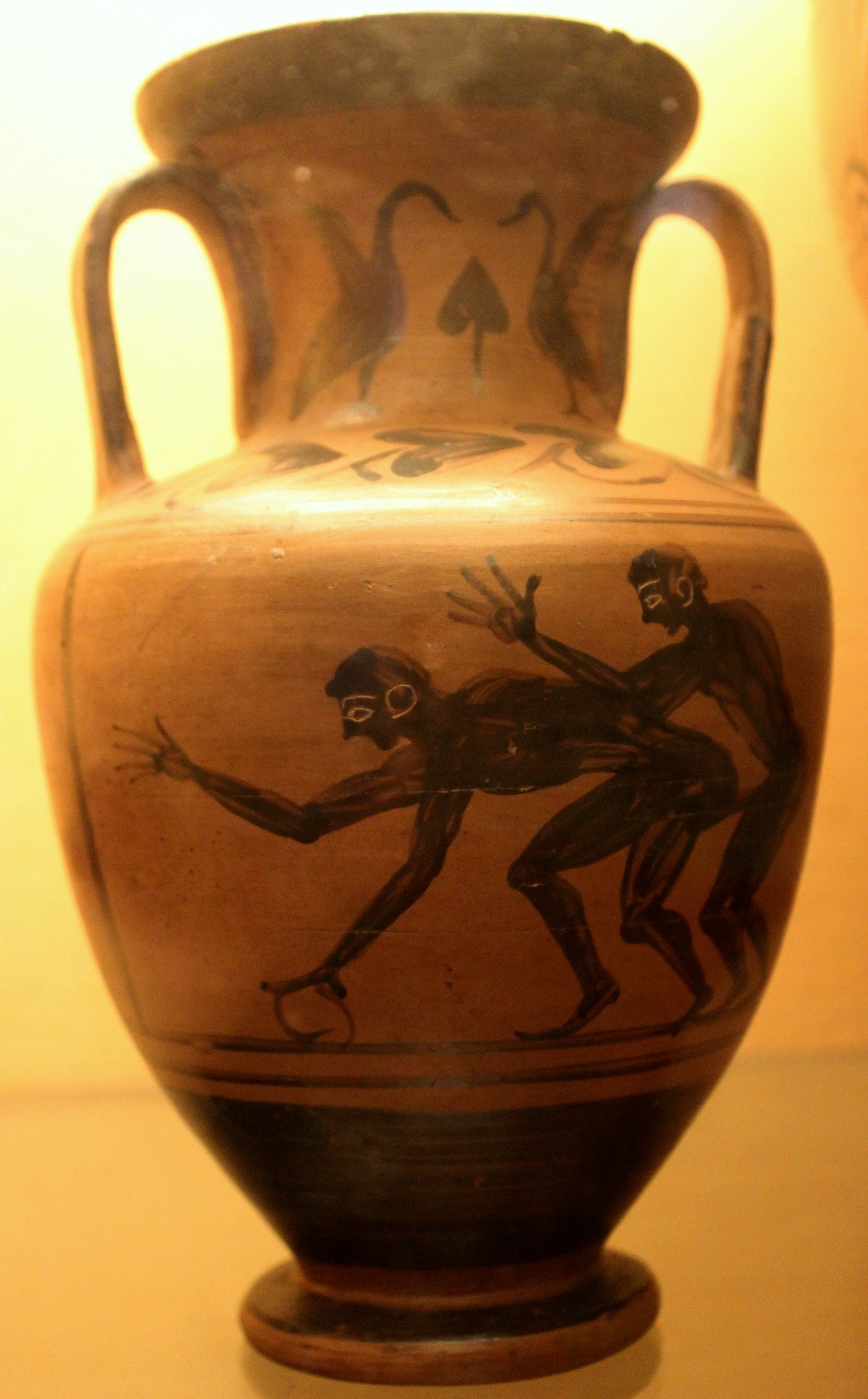
Sexo anal entre dois homens. Âmfora etrusca. Século V a.C.
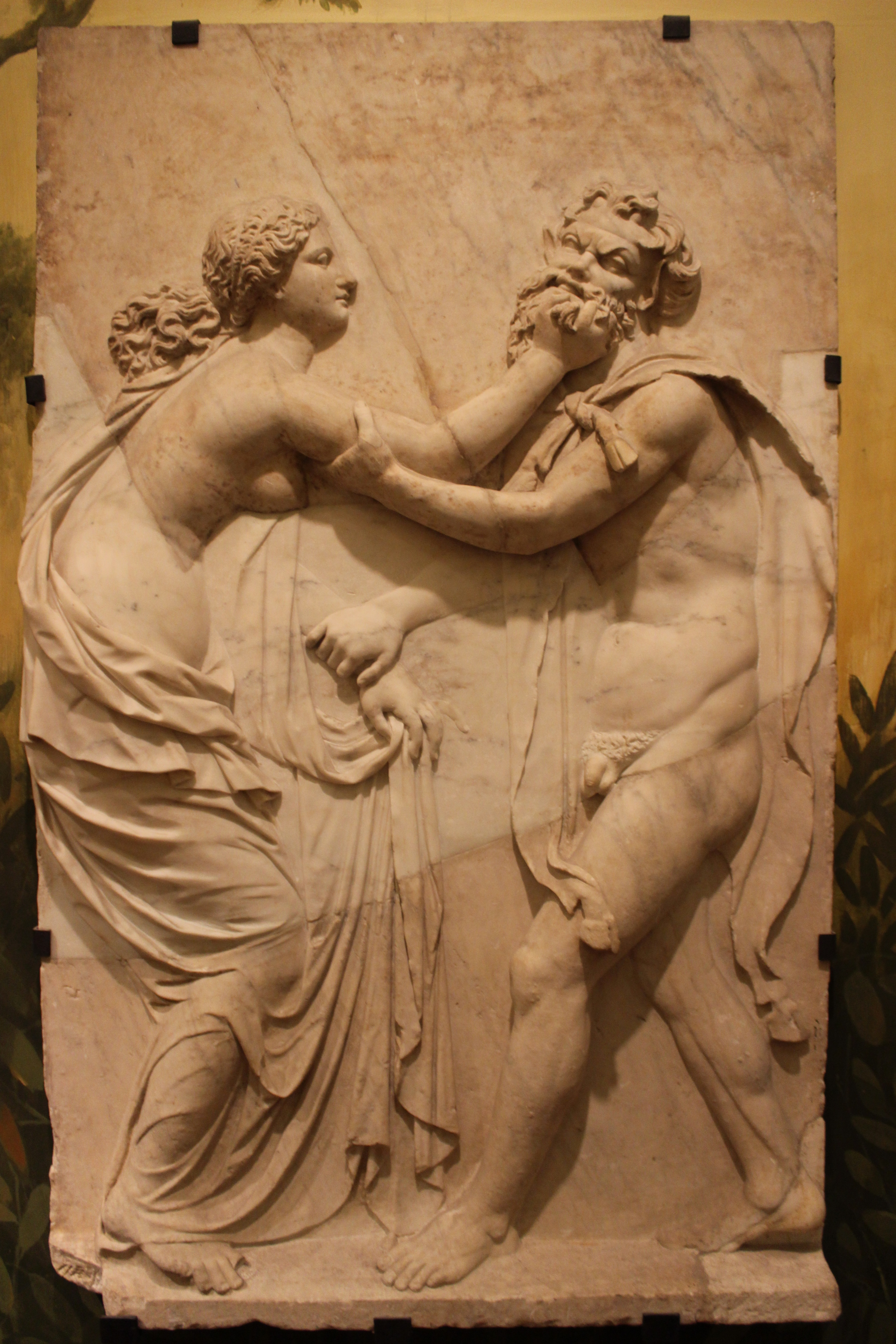
Sátiro e uma ninfa
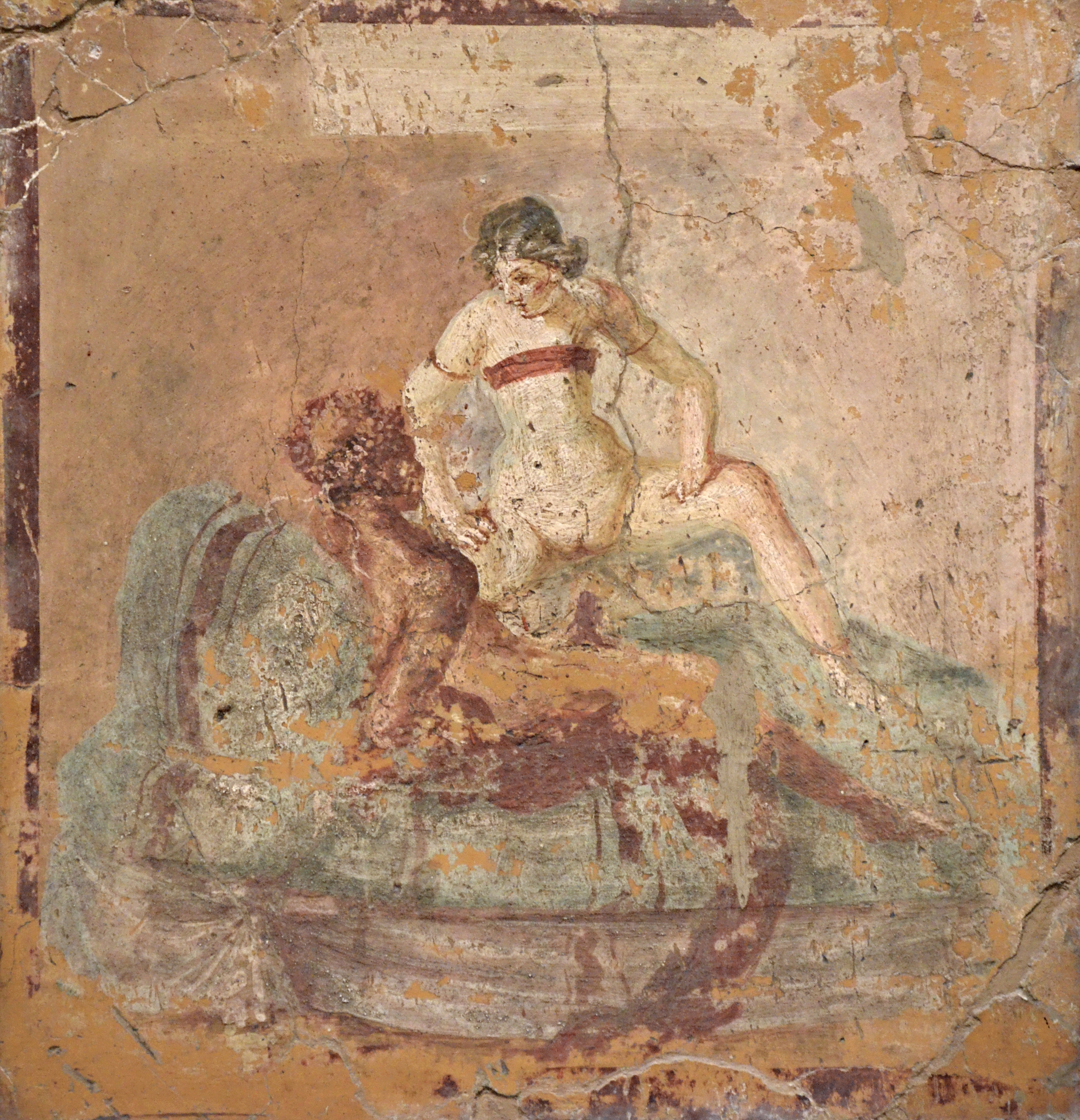
Cena sexual de Pompeia no Museu Secreto
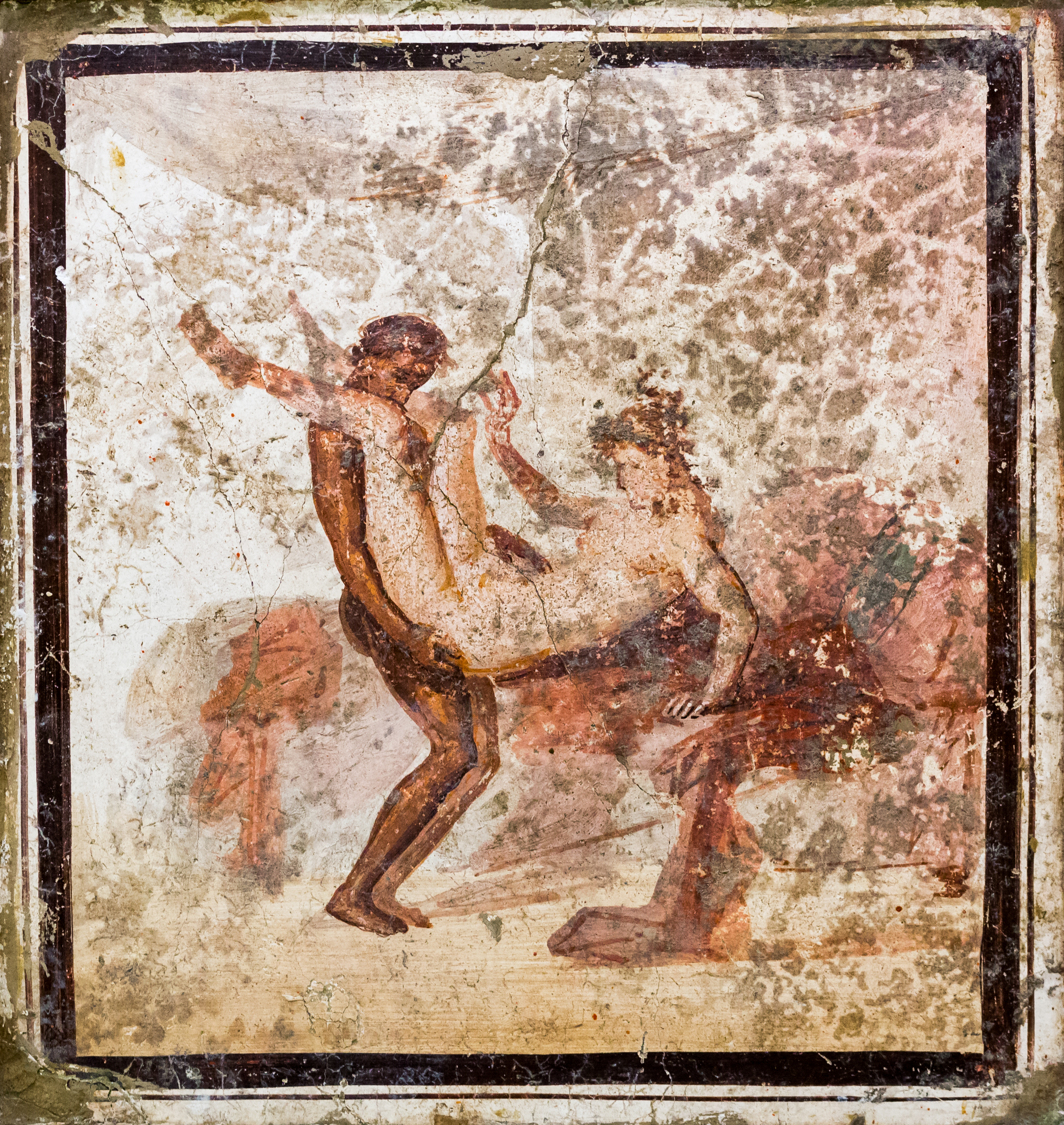
Cena sexual de Pompeia no Museu Secreto
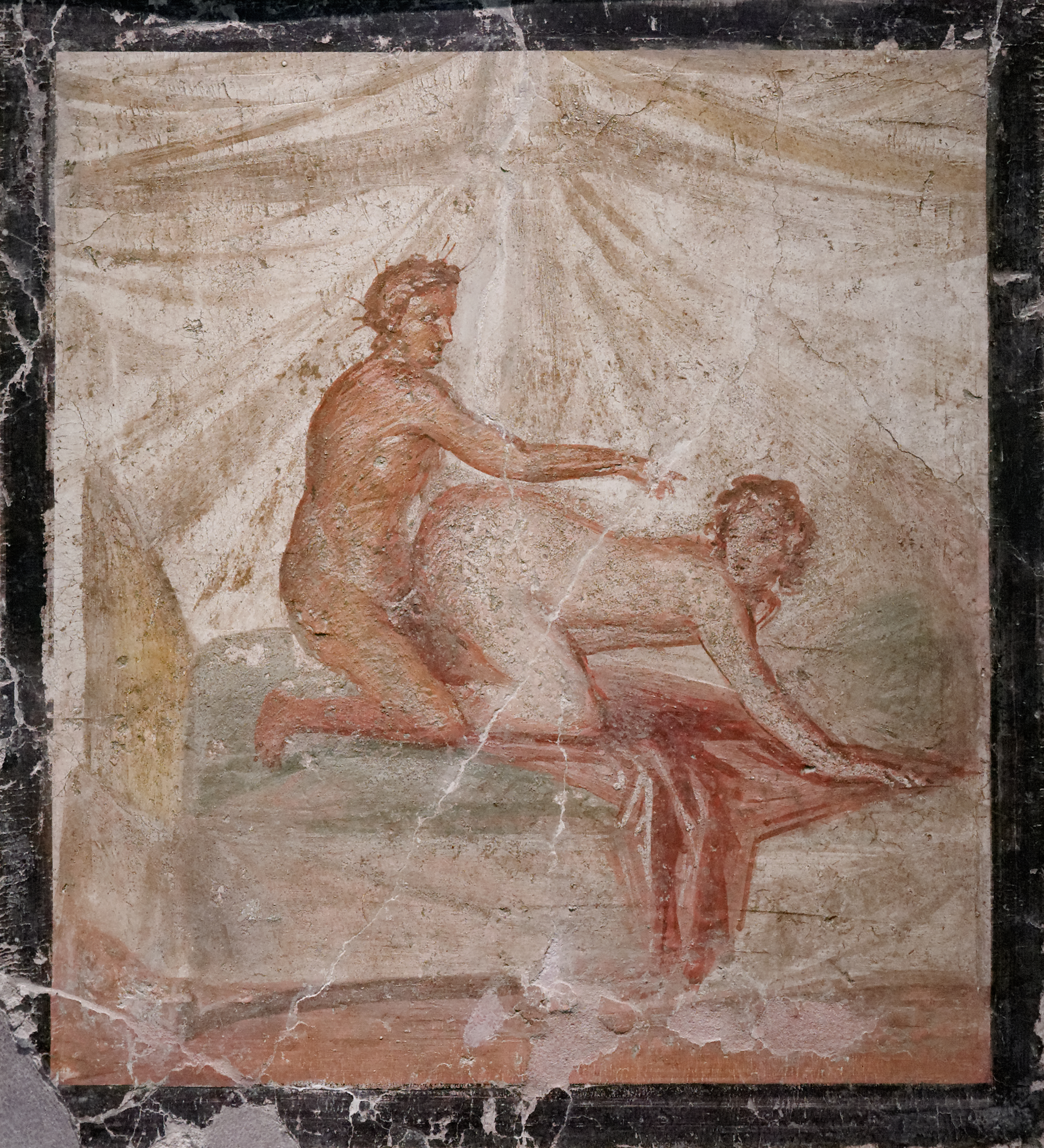
Cena sexual de Pompeia no Museu Secreto